# Família Dora
La família Dora és una petita família d'asteroides situada en el cinturó principal. La família va rebre el nom pel primer asteroide que va ser classificat en aquest grup, (668) Dora.
El nombre estimat de membres d'aquesta família és de 1101 asteroides. Alguns membres d'aquesta família són:
| Nom              | Diàmetre | Semieix major | Inclinació orbital | Excentricitat orbital | Descobriment |
| ---------------- | -------- | ------------- | ------------------ | --------------------- | ------------ |
| (668) Dora       | 26,84 km | 2,800 UA      | 6,841 °            | 0,232                 | 1908         |
| (2598) Merlin    | ?        | 2,787 UA      | 7,772 °            | 0,215                 | 1980         |
| (2807) Karl Marx | ?        | 2,793 UA      | 7,886 °            | 0,183                 | 1969         |